# نمو شعر الإنسان

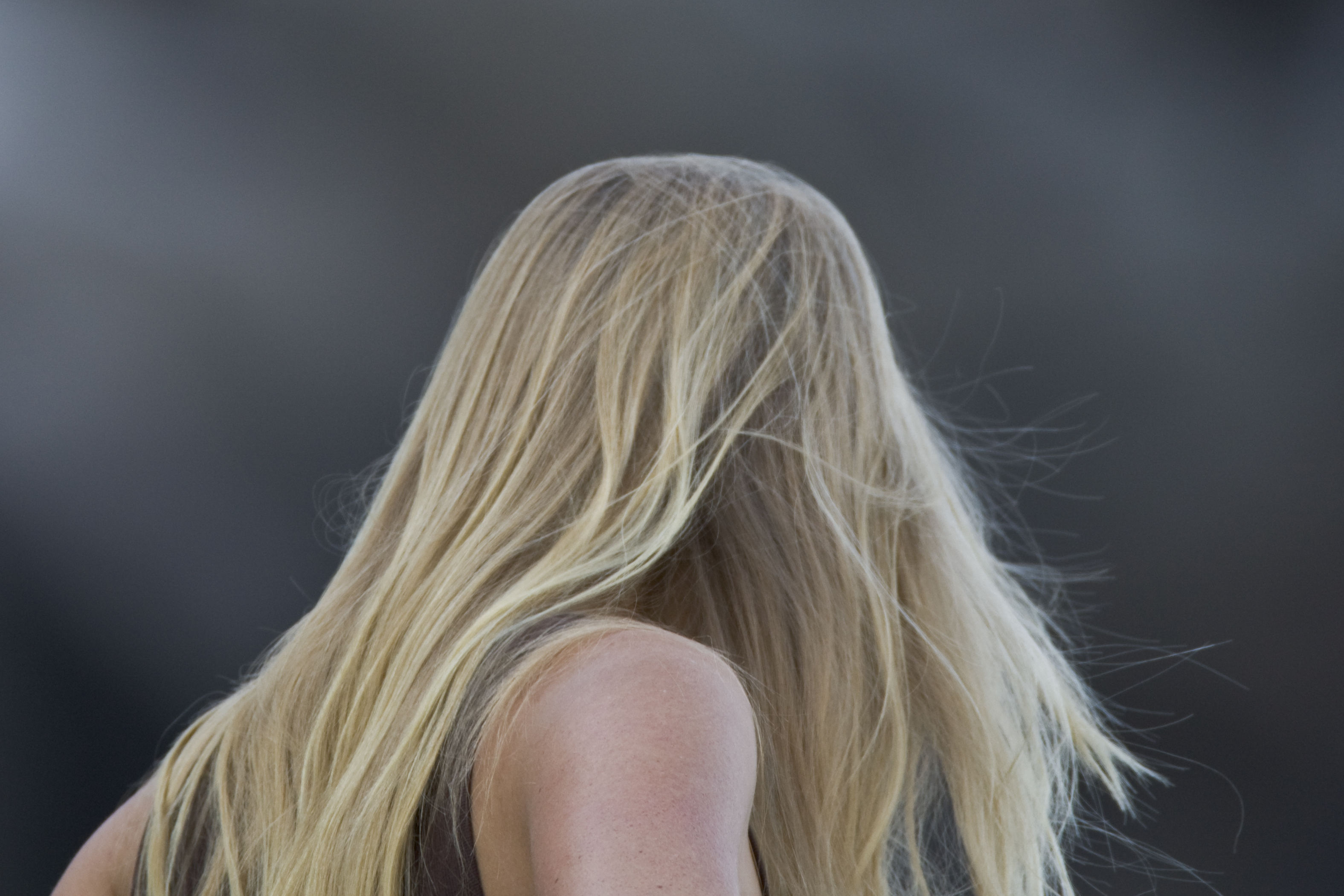
الشعر الأشقر هو نتيجة عدم وجود صبغات في جذع الشعرة.

ينمو شعر الإنسان في كل مكان في الجسم ما عدا راحتي اليد وباطن القدمين والشفتين والجفون، بصرف النظر عن الرموش. فالشعر أيضا نسيج طلائي مثل الجلد. وخلافاً للجلد، فإنه يتكون من طبقات صدفية، ونسيج طلائي كيراتيني من طبقات متعددة، وخلايا مسطحة، ويحتوي على بروتين الكيراتين، والذي يساعد شكله الذي يشبه الخيوط في بنية وقوة جذع الشعرة.
ويتبع الشعر دورة نمو محددة بثلاث مراحل متميزة ومتزامنة: طور التنامي Anagen، طور التراجع Catagen، طور الانتهاء Telogen. وكل مرحلة لها خصائصها المحددة التي تحدد طول الشعر. وتحدث جميع هذه المراحل الثلاث في وقت واحد، فقد تكون أحد خصلات الشعر في طور التنامي، بينما أخرى في طور الانتهاء.
يوجد في الجسم أنواع مختلفة من الشعر، بما في ذلك الشعر الزغبي والشعر الأندروجيني، وكل منهما لديه تركيبة البناء الخلوية الخاصة به. وهذا البناء المختلف يعطي الشعر خصائص فريدة، وخدمة أغراض محددة، والتي تكون سببا للدفء والحماية بشكل رئيسي.

## النمو الطبيعي
ليس هناك نظام غذائي واحد يمكن للشخص متابعته فيضمن شعر رأس صحي. فيجب اعتبار نمط الحياة والنظام الغذائي ونوع الشعر عند محاولة تبني روتين لتطوير والحفاظ على شعر صحي.

### النظم الغذائية

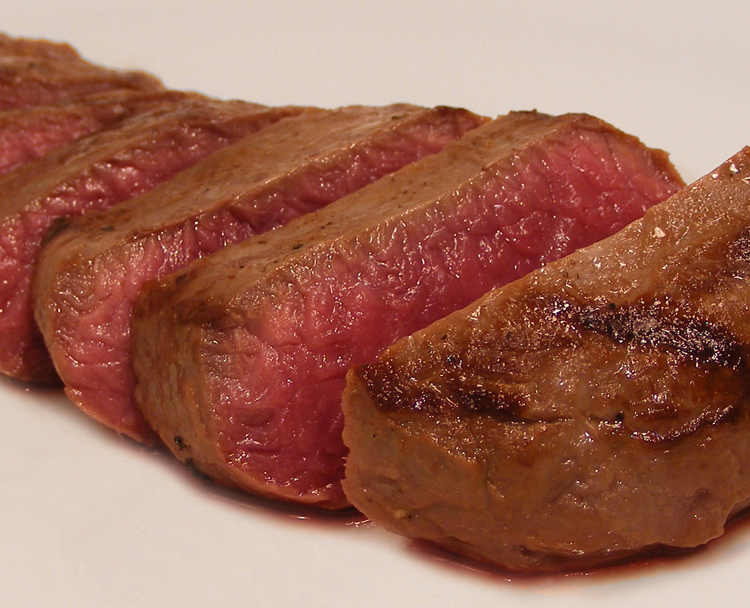
الأطعمة التي تحتوي على البروتين مهمة جدا لنمو شعر صحي، لأن العنصر الأساسي في الشعر هو بروتين الكيراتين.

#### تعزيز نمو الشعر
- الجرجير: يساعد على حماية الشعر ونموه مرة أخرى
- البروتين: السمك والبيض والجبن والألبان.
- الحديد: الحبوب الكاملة، الخضروات ذات الأوراق الداكنة.
- فيتامينات ب: البيض واللحوم
- الأحماض الدهنية الأساسية: الجوز، فول الصويا
- فيتامين (هـ): المكسرات، والبذور
- الكبريت: اللحوم والبقول والخضر.[1]

#### نمو الشعر المتقزم
- قهوة
- سكر
- الدهون
- المشروبات الغازية.[1] [تحقق من المصدر]

### ممارسة التمارين الرياضية
تحفز ممارسة التمارين تدفق الدم إلى أجزاء الجسم المختلفة. وهذا الدم الغني بالمغذيات يغذي كل بصيلات الشعر ويعزز نمو الشعر الصحي. أما نقص تدفق الدم الكافي سوف يؤدي إلى نمو شعر ضعيف يفتقر إلى الحيوية. وبصرف النظر عن مد بصيلات الشعر بالدم الغني بالمغذيات فإن ممارسة الرياضة تساعد أيضا في تخفيف حدة التوتر، والذي يسبب أيضا فقدان الشعر.

## دورة النمو
كما ذكر سابقا فإن مراحل نمو الشعر الثلاث هي طور التنامي، طور التراجع، طور الانتهاء. فكل خصلة من الشعر على الجسم البشري تمر بمرحلة نموها الخاصة. فمجرد انتهاء دورة كاملة لخصلة شعر، تبدأ الدورة مجددا في خصلة أخرى لتكوينها ونموها.

### مرحلة التنامي
يعرف طور التنامي anagen بمرحلة النمو. وهي تبدأ في حليمات الشعر ويمكن أن تستمر إلى ثماني سنوات. ويعتمد الوقت الذي تمضيه الشعرة في هذه المرحلة من النمو على الجينات الوراثية. فكلما طال بقاء الشعرة في مرحلة التنامي، كلما كان نموها أسرع وطولها أكبر. خلال هذه المرحلة، تنقسم الخلايا في الحليمة لإنتاج ألياف الشعر الجديد، وتدفن البصيلة نفسها في طبقة من الجلد لتغذية الخصلة. ويكون حوالي 85% من شعر الرأس في مرحلة التنامي في وقت معين.

### مرحلة التراجع
يرسل الجسم إشارات لتحديد متى تنتهي مرحلة التنامي وتبدأ مرحلة التراجع. يعرف طور التراجع أيضا بالمرحلة الانتقالية، والذي يسمح للبصيلة بمعنى من المعاني، تجديد نفسها. خلال هذا الوقت، والذي يستمر نحو اسبوعين، تتقلص بصيلات الشعر بسبب التفكك وينفصل الحليمات و«تقع»، وتنفصل خصلة الشعر وتنعزل عن امدادات الدم المغذي. وفي نهاية المطاف تقوم البصيلة، والتي يبلغ طولها سدس الطول الأصلي، بدفع جذع الشعرة إلى الأعلى. في حين أن الشعر لا ينمو خلال هذه المرحلة، إلا أن طول الألياف النهائية تزداد عندما تدفعهم البصيلة إلى الأعلى.

### طور الانتهاء
خلال طور الانتهاء، أو الراحة، تبقى كلا من الشعرة والبصيلة كامنة لفترة من 1 إلى 4 أشهر. ويكون حوالى عشرة إلى خمسة عشر في المئة من شعر الرأس في هذه المرحلة من النمو في وقت من الأوقات. وتبدأ مرحلة التنامى من جديد مرة أخرى بعد اكتمال طور الانتهاء. فتقوم الخصلة الجديدة بدفع القديمة والنمو مكانها. ويؤدي هذا إلى فقدان الشعر الطبيعي المعروف باسم التساقط.

## مثبطات النمو واضطراباته

### العلاج الكيميائي
ويشمل العلاج الكيميائيعقاقير لمهاجمة الخلايا السرطانية المتزايدة بسرعة. تنمو خلايا بصيلات الشعر بسرعة وتنقسم بسرعة أيضا، وبالتالي تمنع أدوية العلاج الكيميائي نمو الشعر. وتحدد الجرعة ونوع الدواء شدة سقوط الشعر، ولكن بمجرد أن ينتهى العلاج الكيميائي، يبدأ نمو الشعر من جديد بعد ثلاثة إلى عشرة أشهر.

### متلازمة الثعلبة
الثعلبة هو مرض فقدان الشعر الذي يمكن أن تحدث لأي شخص في أي مرحلة من مراحل الحياة. على وجه التحديد الثعلبة البقعية هو أحد أمراض المناعة الذاتية التي يسبب سقوط الشعر تلقائيا. يتميز هذا المرض أساسا بوجود بقع صلعاء في فروة الرأس أو أجزاء أخرى من الجسم، ويمكن أن يسبب الصلع في نهاية المطاف في جميع أنحاء الجسم كله. يتدخل هذا المرض في دورة نمو الشعر ويتسبب في اجبار البصيلة على مغادرة طور التنامي مبكرا، أو النمو النشط، لتدخل مرحلة الراحة، أو في طور التراجع. ويتأخر نمو الشعر في البصيلات المريضة أو يتوقف نهائيا.
وتكون ثعلبة الشد نتيجة للضغط الشديد على شعر الرأس. وغالبا ما تسبب تسريحات الشعر مثل ذيل الحصان والأساليب الأخرى التي تتطلب شد الشعر هذا المرض. ويمكن أيضا أن تحدث على الوجه في المناطق التي يكثر فيها الشعر. وممكن لنتف الحاجبين أو إزالة الشعر بالشمع بكثرة، على سبيل المثال، يمكن أن تسفر عن إعاقة نمو الشعر في المنطقة.
وبالنسبة لفروة الرأس، يسقط الشعر حول خط الشعر، وتكون أكثف كمية للشعر في منطقة التاج منطقة الوسط. وسوف يحل شعر زغبي صغير محل الشعر المتساقط.

## أساطير
هناك العديد من الأساطير حول نمو الشعر، والشعر الصحي التي يتم تناقلها منذ سنين. في حين أن بعض هذه الأساطير ثبت صحتها، إلا أن كثيرا منها، على الرغم من إيمان الناس بها ليست صحيحة.

### قص الشعر وتقليمه / يساعد على نموه على نحو أسرع أو أكثر كثافة
هذا غير صحيح. كما نرى يحدث القص والتقليم في نهايات الشعر، التي تكون «ميتة»، لا توجد وسيلة للجزء الحي تحت فروة الرأس للإحساس عند قص الشعر. وربما تكون هذه الأسطورة قد أتت لأنه بقص وتقليم الشعر يتم التخلص من الأطراف المتقصفة التي تنتج عن التلف الذي يسبب كسر في ساق الشعرة. فعندما يتم تقليم الشعر بشكل منتظم، يقل عدد الأطراف المقصفة، مما يتيح للشعر أن ينمو أطول من دون تقصف. وهذا يعطي تأثير مفاده أن الشعر ينمو بوتيرة أسرع، في حين أن واقع الأمر هو مجرد تقليل التقصف.

### سوف يظل الشعر دائما نفس الملمس
لا يبقى الشعر دائما نفس الملمس. وخير مثال على ذلك هو ملاحظة بنية شعر شخص بالغ مقارنة بما كان عليه وهو طفل. ففي كثير من الحالات، يكون شعر الطفل الرضيع أنعم مقارنة بمراحل لاحقة في الحياة. ويمكن للحمل والأدوية أن تغير أيضا في نسيج الشعر الواحد.

### ينبغي أن تعامل جذور الشعر بشكل مختلف عن نهاياته
الشعر في جذوره يختلف عن الشعر الذي هو أبعد عن فروة الرأس، ولذلك يجب معاملته على نحو مختلف. الشعر في جذوره أقوى من الشعر الذي نما، وخاصة إذا سبق أن عولج الشعر بالمواد الكيميائية مثل مستحضرات التجعيد، أو الفرد، أو صبغات الشعر. وتصنع العديد من العلاجات خصيصا إما للشعر الطبيعي أو الشعر المعالج بسبب الاختلاف في القوة. الشعر الطبيعي يمكن تقبله للمواد الكيميائية الأقوى والحرارة بشكل أفضل من الشعر المعالج.

### غسل الشعر كل يوم يؤدي إلى جفافه / الشعر يجب غسله كل يوم
كلا العبارتين غير صحيح. ولأن بنية ونوع الشعر يختلف من شخص لآخر، علي الفرد ان يتعلم كيف يستجيب شعره أو شعرها لبعض المنتجات، مثل الشامبو والمرطبات، وعدد المرات التي يجب أن يغسل فيها الشعر. فعادة يقوم الناس الذين لديهم شعر أكثر استقامة بغسل الشعر أكثر لتجنب الإفراط في تراكم الزيت، في حين أن الشعر الأثقل الأكثر تجعيدا يغسل عدد مرات أقل لتجنب جفاف فروة الرأس. يمنع الشعر المجعد الزيوت الأساسية من الوصول إلى فروة الرأس لتصل إلى أجزاء من خصلات الشعر أقرب إلى الجذور، مما يؤدي إلى الجفاف العام، ويتسم هذا الشعر في كثير من الأحيان بعدم وجود بريق، وفقد نمط التجعيد الطبيعي، والتقصف. فهؤلاء الأشخاص ذوي الشعر الأكثر سمكا وتجعيدا يتطلب ذلك منهم في كثير من الأحيان شراء مرطبات صناعية للتعويض عن نقص الترطيب الطبيعي.

### تمشيط الشعر بفرشاة أنحف يؤدي إلى تساقطه
هذا غير صحيح. التمشيط اليومي للشعر سوف يساعد فقط على إزالة الشعر المتساقط والذي يجب إزالته. ومع ذلك ينبغي تجنب التفريش المفرط لأنه يمكن أن يهيج فروة الرأس وإضعاف الشعر، والذي يسبب التلف والتقصف.

## الاستشهادات
1. 1 2  Foods That Promote Hair Growth نسخة محفوظة 14 ديسمبر 2017 على موقع واي باك مشين.
2. ↑  "Hair Growth Guidelines to Promote Hair Growth". Stoppinghairlossnow.com. مؤرشف من الأصل في 2016-03-03. اطلع عليه بتاريخ 2010-04-21.
3. ↑  "The Correlation Of Exercise & Healthy Hair - Help you body and hair become more healthy". Healthyhairplus.com. مؤرشف من الأصل في 2018-01-30. اطلع عليه بتاريخ 2010-04-21.
4. ↑  The Correlation Of Exercise & Healthy Hair - Help you body and hair become more healthy نسخة محفوظة 30 يناير 2018 على موقع واي باك مشين.
5. 1 2 3  [11] ^ (بنية الشعر ودورة الحياة)
6. 1 2 3 4  "كيف ينمو الشعر؟" Web. 9 فبراير 2010. نسخة محفوظة 27 ديسمبر 2017 على موقع واي باك مشين.
7. ↑  Anagen Phase نسخة محفوظة 06 سبتمبر 2015 على موقع واي باك مشين.
8. 1 2  "Chemotherapy and hair loss: What to expect during treatment". MayoClinic.com. مؤرشف من الأصل في 2013-09-18. اطلع عليه بتاريخ 2010-04-21.
9. ↑  [23] ^ (الثعلبة البقعية -- لمحة عامة)
10. 1 2  [24] ^ (ثعلبة الشد)
11. 1 2  Karen Marie Shelton - Copyright 2002 - All Rights Reserved. "25 Hair Myths: Fact Or Fiction?". Hairboutique.com. مؤرشف من الأصل في 2017-02-07. اطلع عليه بتاريخ 2010-04-21.{{استشهاد ويب}}:  صيانة الاستشهاد: أسماء عددية: قائمة المؤلفين (link)

## وصلات خارجية
- زراعة الشعر : استشارات اون لاين لكل ما يخص الشعر وجراحاته واستعادة
- تأثير ممارسة الرياضة والتغذية السليمة بعد عملية زراعة الشعر
- اكتشاف صلة بين الصلع وفقدان أحد الجينات